# Grive à lunules
Zoothera lunulata
Espèce
Statut de conservation UICN

 LC  : Préoccupation mineure
La Grive à lunules (Zoothera lunulata) est une espèce de passereaux de la famille des Turdidae.
Elles peuplent les régions humides côtières (en partie d'eucalyptus) de l'est de l'Australie.

## Description
Elles possèdent un plumage cryptique leur servant de camouflage.
Cet oiseau mesure 27-29 cm pour un poids de 90-120 g.

## Sous-espèces
- Z. l. cuneata (De Vis, 1889) : Queensland ;
- Z. l. lunulata (Latham, 1801) : sud-est de l'Australie, Tasmanie et îles du détroit de Bass ;
- Z. l. halmaturina (Campbell, AG, 1906) : sud de l'Australie et île Kangourou.

## Divers
Ces oiseaux ont la particularité de flatuler afin de faire révéler les vers à la surface du sol.